# Monroe (Luizjana)
Monroe – miasto (city), ośrodek administracyjny parafii Ouachita, w północnej części stanu Luizjana, w Stanach Zjednoczonych, położone na wschodnim brzegu rzeki Ouachita, naprzeciw miasta West Monroe. 
Według spisu w 2020 roku liczy 47,7 tys. mieszkańców i jest 8. co do wielkości miastem stanu Luizjana. 61,4% ludności miasta stanowią Afroamerykanie. Obszar metropolitalny Monroe obejmuje 204,9 tys. mieszkańców. Pod względem religijnym większość mieszkańców to protestanci i 6% to katolicy.  
W 1785 roku przybyli tutaj pierwsi francuscy osadnicy pod przewodnictwem Juana Filhiola, Francuza w służbie hiszpańskiej, zakładając placówkę handlową Fort Miro. W 1819 roku nazwę miejscowości zmieniono na Monroe, upamiętniając pierwszy statek parowy, który dotarł w te rejony, „James Monroe” (ten z kolei nazwany na cześć prezydenta Stanów Zjednoczonych). W 1820 roku nastąpiło oficjalne założenie miasta.
W mieście rozwinął się przemysł chemiczny.
W Monroe swoją siedzibę ma University of Louisiana at Monroe (zał. 1931).
Przez miasto przebiega autostrada międzystanowa nr 20.
Urodził się tam Ronnie Coleman, amerykański profesjonalny kulturysta, mistrz świata tej dyscypliny 8 razy z rzędu.